# Anthurium nitidulum
Anthurium nitidulum är en kallaväxtart som beskrevs av Adolf Engler. Anthurium nitidulum ingår i släktet Anthurium och familjen kallaväxter. Inga underarter finns listade.